# Dostyk

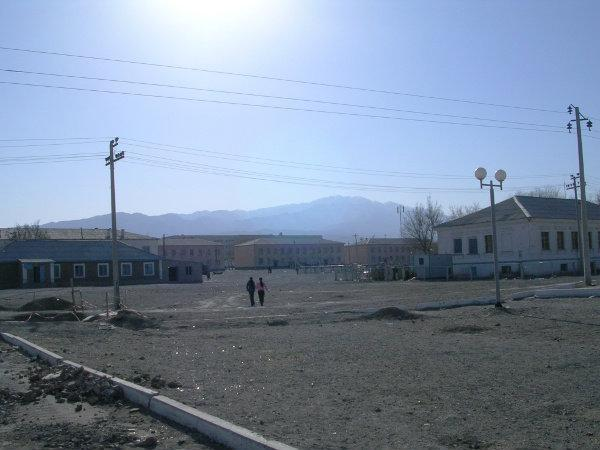
Dorf Dostyk, Bezirk Alakol

Dostyq (kasachisch Достық oder russisch Достык Dostyk; bis 2007 Дружба/Druschba) ist ein Ort in Kasachstan (Gebiet Schetissu) an der Grenze zu China. 2021 zählte der Ort rund 6300 Einwohner.

## Name
Dostyk bedeutet in kasachischer Sprache, ebenso wie sein früherer russischer Name, Druschba, „Freundschaft“.

## Grenzübergang
1954 vereinbarten die Sowjetunion und die Volksrepublik China, Alma-Ata und Lanzhou mit einer Eisenbahnstrecke zu verbinden. Auf sowjetischer Seite wurde dazu eine Strecke gebaut, die in Aqtogai von der Turkestan-Sibirischen Eisenbahnstrecke abzweigt. Dostyk wurde 1959 erreicht. Auf chinesischer Seite wurde der Bau 1962 in Ürümqi aufgrund des chinesisch-sowjetischen Zerwürfnisses abgebrochen. Erst nach Änderung der politischen Verhältnisse wurde am 12. September 1990 die Xinjiang-Nordbahn durch die Dsungarische Pforte vollendet und am 20. Juli 1991 der Grenzübergang eröffnet, wie eine Marmorplatte am Bahnhof Dostyk verkündet. Der Grenzort auf der chinesischen Seite heißt Alashankou.
Die Eisenbahnen der beiden Länder verwenden unterschiedliche Spurweiten. China verwendet die auch in Westeuropa gebräuchliche Normalspur von 1435 mm, Kasachstan die russische Breitspur mit 1520 mm. Aus diesem Grund gibt es an beiden Grenzorten Anlagen zur Umspurung von Eisenbahnfahrzeugen.

## Bevölkerung
Bei der Volkszählung 1999 wurde für Dostyk eine Einwohnerzahl von 2.688 Menschen angegeben. Bei der Volkszählung im Jahr 2009 hatte der Ort 4.698 Einwohner. Die letzte Volkszählung ergab eine Einwohnerzahl von 6.314 für Dostyk.
| 2.688                              | 4.698 | 6.314 |
| Anmerkung: Volkszählungsergebnisse |       |       |